# David Papaux
 (mai 2025).
Motif : ne remplit pas les critères généraux et ne semble pas remplir les critères spécifiques du sport
- Archive Wikiwix
- Bing
- Cairn
- DuckDuckGo
- E. Universalis
- Gallica
- Google
- G. Books
- G. News
- G. Scholar
- Persée
- Qwant
- (zh) Baidu
- (ru) Yandex
- (wd) trouver des œuvres sur Wikidata

| 1. | Préciser le motif de la pose du bandeau. | Précisez le motif de la pose du bandeau en utilisant la syntaxe suivante : {{admissibilité à vérifier\|date=juin 2025\|motif=remplacez ce texte par le motif}}                    |
| 2. | Informer les utilisateurs concernés.     | Pensez à avertir le créateur de l'article, par exemple, en insérant le code ci-dessous sur sa page de discussion : {{subst:avertissement admissibilité à vérifier\|David Papaux}} |

David Papaux, né le 27 mai 1981 à Fribourg (Suisse) est un avocat, homme politique et ancien judoka suisse.
Durant sa carrière sportive de judoka, il évoluait dans la catégorie élites -73 kg. 11 fois champion suisse élites, il fut longtemps le numéro un suisse de sa catégorie.

## Biographie
Né d'un père suisse et d'une mère italienne, il commence le judo l'âge de 6 ans au Judo Kwai Fribourg où son père fut son premier entraîneur. En 1997, il devient vice-champion de Suisse espoirs de judo. En 2000, il décrochera son premier titre de champion de Suisse dans la catégorie juniors -73 kg. Après avoir obtenu sa maturité de type scientifique durant la même année au Collège St-Michel (Fribourg), il se consacre professionnellement à la pratique du judo tout en gardant un pied dans sa formation universitaire.
En 2001, il accomplit son service militaire d'une durée de 15 semaines. Étant sportif d'élite, il en fait six au centre national de sport à Macolin. En 2002, il part pour six mois de stage au Japon puis décroche son premier titre de champion de Suisse élites en novembre.
Les stages de judo au Japon lui réussissant, il en effectuera une quarantaine tout au long de sa carrière sportive et passera, en tout, près de quatre ans au Japon.
En 2004, il décroche son premier podium en Coupe du Monde lors du tournoi de Tbilissi. Ceci le sélectionne pour les championnats d'Europe à Bucarest dont il revient bredouille. L'année suivante, il obtient son premier classement aux championnats d'Europe à Rotterdam (7e rang) et participe aux Championnats du monde 2005 au Caire où il décroche un 9e rang dans la catégorie des -73 kg.
En 2006, il remporte le Swedish Open à Borås et termine 3e du championnat d'Allemagne par équipes avec le KSV Esslingen.
En 2008, il échoue dans sa sélection pour les Jeux olympiques d'été de 2008 mais, en septembre, il renoue avec les podiums internationaux en décrochant une deuxième place au tournoi Coupe du Monde d'Oslo. En 2011, il obtient une médaille d'argent aux Jeux Militaire à Rio de Janeiro (Brésil). En 2015, il remporte son onzième titre de champion suisse. Actuellement il est l'unique judoka à être onze fois champion suisse élite.
En mars 2016, il fait ses premiers pas en politique et est élu au Conseil général de la Ville de Fribourg sur la liste UDC, en terminant premier de la liste. En novembre 2016, il rate son entrée au Grand Conseil du canton de Fribourg de peu. Il termine 2e de la liste derrière le sortant Stéphane Peiry et devant l'avocat d'affaires Emmanuel Kilchenmann. Le 26 novembre 2017, David est élu au sein de l'Assemblée constitutive du Grand Fribourg. Cette fonction se termine en novembre 2021 à la suite d'un large refus des communes devant fusionner lors d'un vote consultatif. Le 7 mars 2021, David est réélu au Conseil général de la Ville de Fribourg avec le groupe UDC. Le 7 novembre 2021, il est élu au Grand Conseil du canton de Fribourg avec le groupe UDC.

## Formation professionnelle et universitaire
En 2000, il obtient son Baccalauréat en section scientifique au Collège St-Michel à Fribourg en Suisse.
Ensuite, il commence des études universitaires en informatique mais, afin de se consacrer pleinement à la pratique du judo, il bénéficie de la possibilité de dédoubler son temps d'études et ainsi de les planifier sur plusieurs années.
En 2012, il obtient un Bachelor of Arts en informatique, mention bilingue (français et allemande) à l'Université de Fribourg en Suisse puis décroche, en 2015, toujours à l'Université de Fribourg, un Master of Arts en gestion d’entreprise, mention trilingue (français, allemand et anglais).

## Palmarès sportif

### Championnats du monde
- Championnats du monde 2005 au Caire (Égypte) :
  - 9e dans la catégorie des -73 kg.

### Championnats d'Europe
- Championnats d'Europe 2005 à Rotterdam (Pays-Bas) :
  - 7e dans la catégorie des -73 kg
- Championnats d'Europe 2007 à Belgrade (Serbie) :
  - 7e dans la catégorie des -73 kg

### Championnats de Suisse Élite
- 2000 3e place (-73 kg)
- 2001 2e place (-73 kg)
- 2002 Champion Suisse (-73 kg)
- 2003 Champion Suisse (-73 kg)
- 2004 Champion Suisse (-73 kg)
- 2005 Champion Suisse (-73 kg)
- 2006 Champion Suisse (-73 kg)
- 2007 Champion Suisse (-73 kg)
- 2008 Champion Suisse (-73 kg)
- 2009 Champion Suisse (-73 kg)
- 2010 3e place (-73 kg)
- 2012 Champion Suisse (-73 kg)
- 2013 Champion Suisse (-73 kg)
- 2014 2e place (-73 kg)
- 2015 Champion Suisse (-73 kg)

### Coupe du monde et Super Coupe du monde
- Tournoi Coupe du monde de Tbilissi (Géorgie) en 2004 :
  -  2e place (-73 kg)
- Tournoi Coupe du monde de Tallinn (Estonie) en 2005 :
  - 7e dans la catégorie des -73 kg
- Tournoi Super Coupe du monde de Moscou (Russie) en 2006 :
  - 7e dans la catégorie des -73 kg
- Tournoi Super Coupe du monde de Hambourg (Allemagne) en 2008 :
  - 7e dans la catégorie des -73 kg
- Tournoi Coupe du monde d'Oslo (Norvège) en 2008 :
  -  2e place (-73 kg)
- Tournoi Super Coupe du monde de Rotterdam (Pays-Bas) en 2008 :
  - 5e dans la catégorie des -73 kg
- Tournoi Coupe du monde de Varsovie (Pologne) en 2009 :
  - 7e dans la catégorie des -73 kg
- Grand Prix de Tunis (Tunisie) en 2009 :
  - 5e dans la catégorie des -73 kg

### Coupe d'Europe
- British Open à Londres (Grande-Bretagne) en 2003 :
  - 5e dans la catégorie des -73 kg
- Finish Open à Helsinki (Finlande) en 2003 :
  -  3e place (-73 kg)
- Swedish Open à Borås (Suède) en 2006 :
  -  Vainqueur (-73 kg)

### Divers
- Championnat d'Allemagne par équipes à Abensberg avec le KSV Esslingen :
  -  3e place en 2006

## Liens
- Site officiel
- Étude Jean-Marie FAVRE & David PAPAUX
- Fiche sur le site www.judoinside.com